# Raul Marcel
Raul Marcel Barreto, mais conhecido como Raul Marcel, (São Paulo, 6 de fevereiro de 1948 — Montes Claros, 30 de março de 2011) foi um futebolista brasileiro, que atuava como goleiro.

## Carreira
Raul Marcel surgiu na base do Palmeiras. Após boas atuações, foi convocado para as Olímpiadas de 1968, em que a Seleção Brasileira utilizou jogadores jovens. Entretanto, o goleiro não atuou em nenhuma das três partidas do Brasil, que foi eliminado na fase de grupos.
Em 1969, subiu para o profissional do Palmeiras e no mesmo ano foi emprestado para o América de São José do Rio Preto e depois para o Noroeste. Ele voltou ao Verdão em 1970 e foi bicampeão brasileiro e campeão paulista, sempre na reserva de Emerson Leão.
Raul Marcel seguiu para o Santa Cruz em 1974, onde foi vice-campeão pernambucano no mesmo ano. Ele ainda atuou no Windsor Star do Canadá e voltou para o Brasil para jogar pela Portuguesa Santista até se aposentar em 1978.
Após a aposentadoria, Raul tentou a carreira como treinador e, entre 1983 e 1987, trabalhou na Secretaria dos Desportos, Recreação e Turismo da Prefeitura de Osasco. Após diversos problemas de saúde, Raul Marcel faleceu em decorrência de um aneurisma cerebral, em 30 de março de 2011 (há fontes que indicam o falecimento no dia 30 de novembro de 2011). 

## Títulos
Palmeiras
- Campeonato Brasileiro: 1972 e 1973
- Campeonato Paulista: 1972